# 金子文子
金子 文子（かねこ ふみこ、1903年1月25日 - 1926年7月23日）は、大正期日本のアナキスト、ニヒリスト。
関東大震災の2日後に、治安警察法に基づく予防検束の名目で、愛人（内縁の夫）である朝鮮人朴烈と共に検挙され、予審中に朴が大正天皇と皇太子の殺害を計画していたとほのめかし、文子も天皇制否定を論じたために、大逆罪で起訴され、有罪となった（朴烈事件）。後に天皇の慈悲として無期懲役に減刑されたが、宇都宮刑務所栃木支所に送られてそこで獄死した。
現代の韓国においては「良心的日本人」とされており、2018年11月17日、国家報勲処より日本人としては2人目になる大韓民国建国勲章（愛国章）が追叙され、2022年、布施辰治とともに2023年5月の今月の独立運動家に選定された。

## 来歴

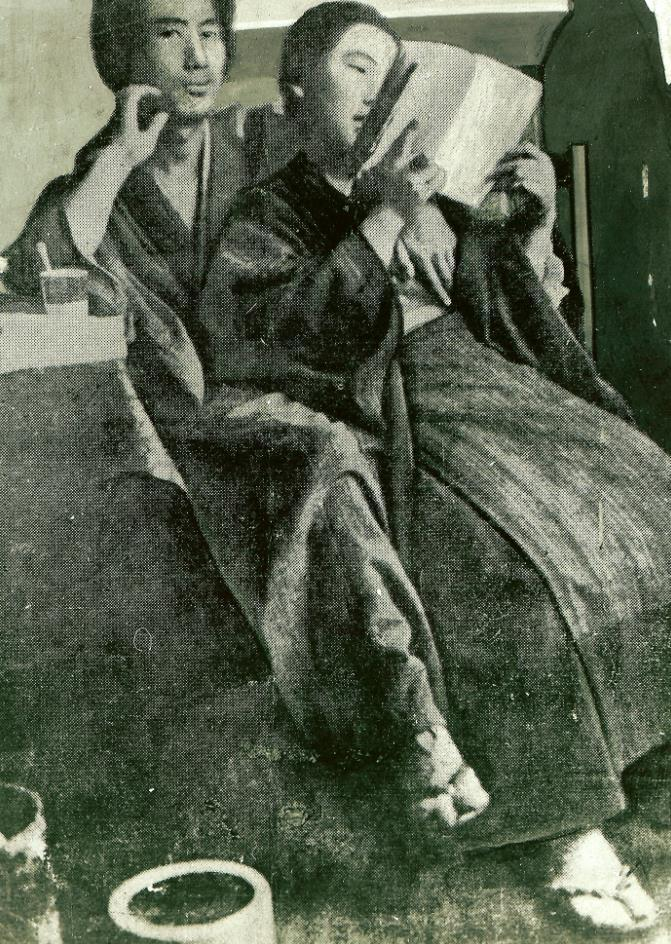
朴烈に寄りかかる金子文子。予審中に撮影されたもの（よく知られる肖像については下記）。

神奈川県横浜市に生まれる。父親の佐伯文一は広島県安芸郡の出身で、タングステン鉱石を掘り当てるため山梨県牧丘の杣口を訪れ、農家の娘であった文子の母親きくと駆け落ちする。本人による幼少期の回想によれば、四歳頃には寿町に住んでおり、「父はその頃、寿警察所の刑事かなんかを勤めていたようである」とある。父親が家庭を顧みず母以外との女性関係を幼い頃から繰り返し見せつけられるなど、複雑で恵まれない家庭環境の中で過ごした。文子の出生は届けられず、小学校にはすぐに入学できなかった。その後、父は家を出て義妹（文子の母の妹）と同居。母は他の男と同居するという家庭状況のもとで育った。
8歳になり母の再婚先、山梨県北都留郡に同行するが、しばらくして叔父に引き取られ、母の実家金子家のある山梨県東山梨郡諏訪村大字下杣口（同郡牧丘町、現山梨市）へ移る。さらに母は他家に嫁ぎ、文子は「父には逃げられ、母には捨てられる」と自覚し、「子供ながらに考えても判らない自分の身の上に嘆き呪う」と後に予審の訊問調書で述べている。
9歳の時、実父の妹の結婚先、朝鮮忠清北道清州郡芙蓉面（現在の世宗特別自治市芙江面）の岩下家に引き取られ養子となる。そこに同居していた父方の祖母は、無籍者や私生子は引き取れない、という理由で文子を母方の祖父母の五女として入籍させた。文子は朝鮮でも養家先の親族から無理解な待遇を受け続け、自殺を考えるほどであった。1919年には独立運動の光景を目撃して「私にすら権力への叛逆気分が起こり他人事と思えぬほどの感激が胸に湧く」と予審で述べたように、朝鮮人の立場をみずからの境遇と重ね、深い共感と愛情を抱いていた。
16歳で母の実家に再び戻ったが、母はそれまでにも結婚を繰り返しており、当時は蚕種問屋に嫁いでいた。後に文子は「家の無い私は数日ずつ付近の親類方を彷徨つた」とこの頃のことを回想している。
やがて、学問への欲求が強くなり、また山梨での親族たちとの生活も嫌になったため、1920年4月、17歳で単独上京した。当初は下谷区三ノ輪町の洋服商をしていた母方の大叔父宅に居たが、上野の「新聞売り捌き店」に入って夕刊販売を始め、社会主義者らと出会う。この頃、働きながら正則英語学校と研数学館に通った。学校は3ヶ月で退学したがその間、同じ学校で学んでいた新山初代と知り合い、社会主義やロシアのナロードニキの活動に関する本を借り、大きな影響を受けた。
1920年7月末頃、本郷区湯島に間借り、粉石鹸の夜店を出す。同年末、浅草で女中奉公。本郷区追分町の社会主義者で印刷屋の堀清俊方に住み込み活字拾いの仕事を続け、その間に社会主義の書籍や雑誌を読む。1921年夏頃、留学などで東京に滞在していた朝鮮の社会主義者たちと知り合う。11月、有楽町の社会主義者の集まる「岩崎おでん屋」に女給として入る。
1922年3月、無資産無名の朝鮮人、朴烈と出会い、5月から同居を始める。文子も当時朴烈が組織した朝鮮人の社会主義者の研究会である黒濤会に加入した。しかし、会は9月に共産主義派とアナキズム派に分裂。朴烈が中心となり洪鎮裕、朴興坤、申焔波、徐相一、張祥重らと黒友会を組織。金重漢、新山初代、栗原一男、文子も次いで加入。11月頃、文子と朴は運動紙『太い鮮人』を発行。
翌1923年4月、文子と朴はアナキズムにより関心を持たせるため不逞社を組織、3月から住んでいた東京府豊多摩郡代々幡町代々木富ヶ谷1474番地（現渋谷区）の借家を集りの場とする。5月27日頃に第一回例会を開く。文子は「不逞社は権力に対して叛逆する虚無主義や無政府主義を抱いて居る者の集まり」であったと供述。『太い鮮人』は『現社会』とタイトルを変えて刊行を続け、文子も執筆する。6月には当時の著名なアナキスト、望月桂や加藤一夫の講演会を開き、中西伊之助の出獄歓迎会も開催する。
朴烈は、以前から文子以外の同志には内密に進めていた爆弾の入手を巡り（数人に依頼をするが結局は入手できず）同志金重漢との関係がこの頃から悪くなる。8月の例会では喧嘩騒ぎになる。黒友会の解散も同時期に課題になり、新山と金は独自の雑誌を発行し、文子や朴烈と別の行動をとるようになる。
関東大震災後の9月3日、爆弾を使ったテロ計画など無政府主義活動に対する調査過程で居場所が露呈していた不逞社には過去の活動を踏まえて予防検束という名目で文子は朴烈と共に警察に連行される。続けて他の同志たちも検束。警察は「保護」から治安警察法違反に切り替え取り調べを続け、使用目的が具体化していなかったが爆弾入手をしようとしていたことが発覚していたため、文子は刑法73条（大逆罪）で朴烈とともに起訴、予審にまわされる。旦那の朴が大正天皇と皇太子の爆弾による殺害を計画していたとほのめかし、文子も朴に共感して天皇否定論の立場から天皇の殺害を主張したため、大逆罪に該当して起訴され、有罪となった。「天皇は病人ですから……それで坊ちやんを狙つたのです」と文子は予審で当時の皇太子を攻撃目標と考えていたと供述している。
1926年3月25日、朴烈とともに大審院により死刑判決を受けたが、4月5日には恩赦による減刑で無期懲役となり、文子は宇都宮刑務所栃木支所に服役するが、7月23日、獄死した。刑務所の発表では縊死とされているが、死因に疑問をもった布施辰治弁護士や同志は文子の母親とともに刑務所の墓地に向かい遺体を発掘するが、死に至る経緯は不明。東京に戻った同志による文子への追悼と遺骨保管を妨害しようと、警視庁は母親と同志たちを半日検束した。
検束された栗原一男と椋本運雄はそのまま釈放されず、8月半ば、朝鮮に送還された。彼らは大邱で組織されていたアナキズムの読書会を弾圧した真友連盟事件に関連させ、治安維持法違反容疑で起訴を受けた。
妻であったという認識から、朝鮮から朴烈の兄が息子とともに文子の遺骨を引き取りに来るが、警視庁は遺骨を直接渡さず朝鮮の警察署に送った。朝鮮に戻り、警察から遺骨を戻された兄は故郷、聞慶（ムンギョン）の山奥に遺骨を埋葬、土盛だけであった。
不逞社の件では予審の後免訴になり、獄外から文子への救援を続けていた栗原一男が、保管していた文子の原稿をまとめ、歌集と自伝が刊行されたが、歌集は発禁処分となった
タイトルは、
- 歌集『獄窓に想ふ』1927年1月発行、自我人社刊。
- 自伝『何が私をこうさせたか（英語版）』1931年7月発行、春秋社刊。

1976年3月、山梨県東山梨郡牧丘町杣口の金子家の敷地に「金子文子の碑」が建てられた。

## 肖像写真の取り違え

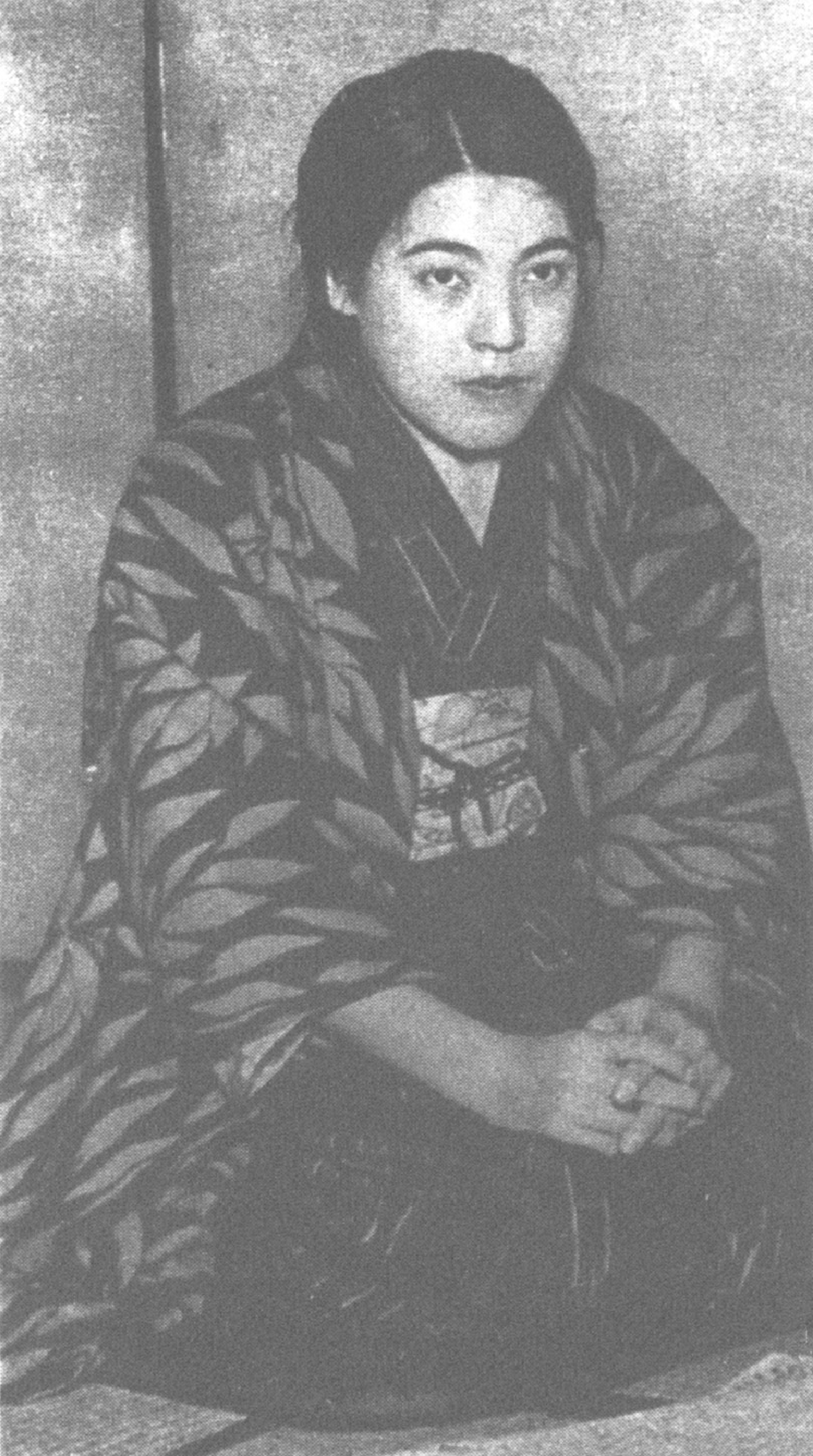
上の画像は、ここで述べられている「大逆犯・金子文子」のものではなく、同姓同名の別人の写真である。

2010年、外部リンク節にあるブロガーの指摘により、長く新聞や書籍等で「金子文子」として使われていた写真が別人ではないかとの疑惑が生じ、文子の顕彰活動をしている「やまなし金子文子研究会」が検証したところ、同姓同名の別人であったことが判明した。

2012年6月17日付けの読売新聞のコラムによると、『金子文子　わたしはわたし自身を生きる』を出版している「梨の木舎」は写真の差し替えを検討しているとのこと。同研究会の佐藤信子代表は、ミスが30年以上も表面化しなかった背景について、「文子の生涯が22年6ヶ月と短く、資料が少なかったからではないか」と指摘している。山梨市牧丘町杣口の文子の実家には、父親が文子のいとこという男性が住んでいるが、文子の写真などは残ってないとのことであった。

## 主要な金子文子関連書
- 1946年12月25日 布施辰治、張祥重、鄭泰成共著『運命の勝利者朴烈』世紀書房
- 1963年3月 - 4月 森長英三郎「朴烈・金子文子事件」（『法律時報』所収）
- 1972年6月30日 瀬戸内晴美著『余白の春』中央公論社
  - 瀬戸内晴美著『瀬戸内晴美作品集』2、筑摩書房、1973年
    - 内容: 『遠い声』、『いってまいりますさようなら』、『余白の春』、解説: 平野謙

  - 瀬戸内晴美著『余白の春』（『中公文庫』）中央公論社、1975年、ISBN 4122001749
  - 瀬戸内寂聴著『瀬戸内寂聴伝記小説集成』第3巻、文藝春秋、1990年2月、ISBN 4163638806
    - 各巻タイトル: 遠い声・余白の春、内容: 『遠い声』、『いってまいりますさようなら』、『鴛鴦』、『余白の春』、『美女伝』

  - 瀬戸内寂聴著『瀬戸内寂聴全集』第6巻、2001年7月、新潮社、ISBN 4106464063
    - 内容: 『遠い声』、『いってまいりますさようなら』、『余白の春』、解説
- 1973年9月1日 金一勉著『朴烈』合同出版
- 1977年 『朴烈・金子文子裁判記録』再審準備会黒色戦線社＜手書き公判調書をそのまま複製＞
- 1987年7月 布施辰治著『運命の勝利者朴烈』復刻版、黒色戦線社
- 1988年 小松隆二編『続・現代史資料アナーキズム』みすず書房＜公判調書を活字にする＞
- 1991年12月25日 『朴烈・金子文子裁判記録』黒色戦線社＜公判調書を活字化＞付録として大審院判決、減刑等の公判書類原本縮小パンフ、『黒濤』『太い鮮人』『現社会』の復刻、『連帯』誌＜山梨での碑の除幕式報告掲載* 1976年4月15日発行＞が刷り込まれている。
- 1996年12月5日 山田昭次著『金子文子 自己・天皇制国家・朝鮮人』影書房、1996年12月、ISBN 4877142274
  - 金子文子・朴烈関係文献目録・年表: p344 - 376
- 1999年9月15日 佐藤信子著「金子文子を支えた人々 栗原一男を中心に」（『甲府文学』12 に所収）
- 2006年2月『彷書月刊』2月号特集「金子文子のまなざし もう一つの大逆事件」彷徨舎
- 2006年8月 鈴木裕子（編）、亀田博（年譜）『金子文子 わたしはわたし自身を生きる 手記・歌・調書・年譜』梨の木舎、ISBN 4816606076
- 2006年8月『山梨学講座4 山梨の人と文化 日本とアジアの架け橋になった人々』

## 金子文子を題材とした作品

### 映画
- 金子文子と朴烈（パクヨル）（2017年、韓国、監督：イ・ジュニク、出演：チェ・ヒソ）
- 金子文子 何が私をこうさせたか（2025年9月、「あいち国際女性映画祭2025」のオープニング作品として上映予定、2026年2月から全国で順次公開予定、監督：浜野佐知、主演：菜葉菜）[8]

### 舞台
- 烈々と燃え散りし あの花かんざしよ（2019年、新宿梁山泊、作：シライケイタ、演出：金守珍、出演：水嶋カンナ）[9][10]
  - 上記の映画『金子文子と朴烈』をモチーフにした作品。

### 著作
- ブレイディみかこ『女たちのテロル』（2019年、岩波書店、ISBN 978-4000613422）
  - 金子とエミリー・デイヴィソン、マーガレット・スキニダーを題材とした伝記エッセイ。
- ブレイディみかこ『両手にトカレフ』（2022年、ポプラ社、ISBN 978-4591173992 / 2024年、ポプラ文庫、ISBN 978-4591183861）
  - 小説。主人公が「カネコフミコの自伝」に出会う。